# Celaetycheus
Celaetycheus is een geslacht van spinnen uit de  familie van de Ctenidae (kamspinnen).

## Soorten
- Celaetycheus flavostriatus Simon, 1897
- Celaetycheus modestus Bryant, 1942